# Meerewijck

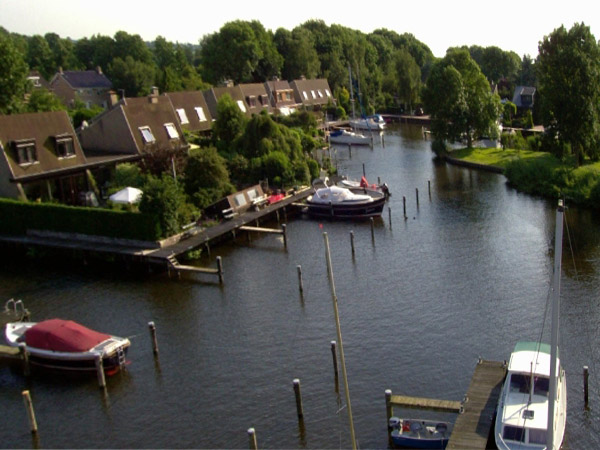
Meerewijck - Wonen aan het water

Meerewijck is de naam van een woonwijk en recreatiepark op het grondgebied van het dorp Leimuiden in de gemeente Kaag en Braassem, provincie Zuid-Holland.
Het park is op 27 juni 1984 officieel geopend en omvat 100 semibungalows en villa's rond een beschuttende jachthaven voor de bewoners. De haven heeft een directe verbinding met de Ringvaart van de Haarlemmermeerpolder, de Westeinderplassen, het Braassemermeer en de Kagerplassen.

## Geschiedenis
Een deel van de bestaande woonwijk is gebouwd op wat voorheen de vuilstortplaats voor Leimuiden was. Inmiddels is deze grond gesaneerd.